# Шила
Шила (итал. Scilla) је насеље у Италији у округу Ређо ди Калабрија, региону Калабрија.
Према процени из 2011. у насељу је живело 3402 становника. Насеље се налази на надморској висини од 101 м.

## Становништво
Према резултатима пописа становништва 2011. у општини је живело 5.115 становника.
| 1931. | 1936. | 1951. | 1961. | 1971. | 1981. | 1991. | 2001. | 2011. |
| ----- | ----- | ----- | ----- | ----- | ----- | ----- | ----- | ----- |
| 7.114 | 7.161 | 7.759 | 7.213 | 6.161 | 5.746 | 5.555 | 5.176 | 5.115 |